# Видалення азбесту

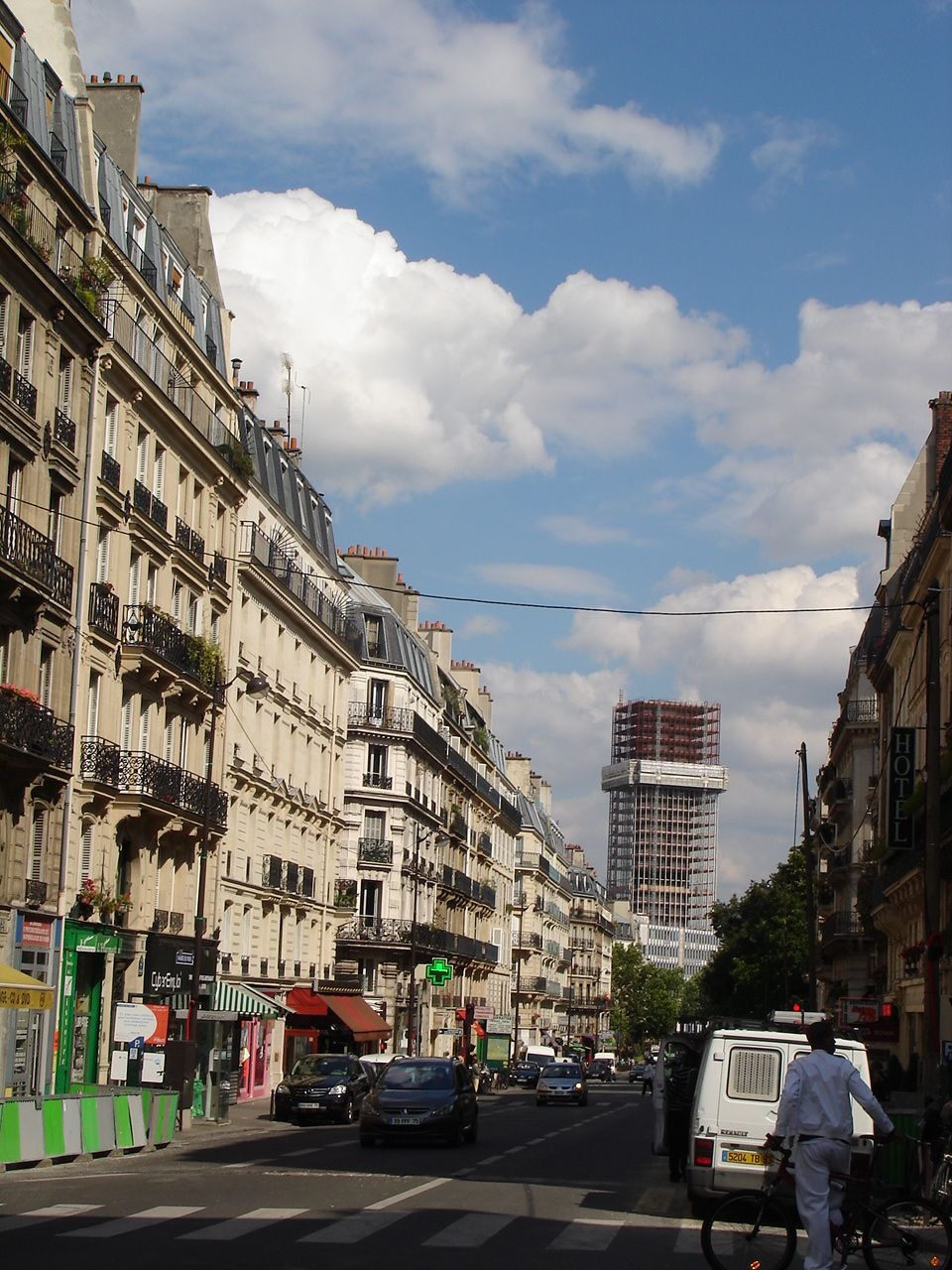
Університет Жюсьє під час видалення азбесту, як видно з Рю де Еколь у Парижі

Видалення азбесту — це процес утилізації матеріалів, що містять азбест, з різних об'єктів. Цей процес вимагає суворого дотримання правил і спеціальних запобіжних заходів через значні ризики для здоров'я, оскільки азбест класифікується як канцероген 1-ї категорії на європейському рівні. У Франції його використання було заборонено з 1997 року.
У бідних країнах, особливо в Бангладеш, де  2022 року було розібрано багато суден з азбестом, демонтаж і досі відбувається в умовах, небезпечних для здоров'я працівників та тих, хто переробляє видобутий азбест].

## Правові норми у Франції
У Франції видалення азбесту може здійснювати лише спеціалізована компанія, що має:
Національний сертифікат.
Професійне страхування.
З липня 2014 року компанії, які працюють на об'єктах з азбестом, також зобов'язані надавати підтвердження сертифікації. Усі вони мають відповідати вимогам французького стандарту NFX 46-010, а також стандартів AFNOR та Qualibat. Сертифікати видаються компаніям, акредитованим Французьким акредитаційним комітетом, а затвердження надає Міністр, відповідальний за промисловість.
.

## Процес та захист працівників
Видалення азбесту — це складна операція, що вимагає спеціального навчання. Процес включає такі етапи:
Діагностика азбесту: Перед початком робіт обов'язково проводиться повна діагностика на наявність азбесту. Існують різні методи діагностики, що залежать від ситуації (передпродажний огляд, діагностика окремих частин тощо).
Зменшення пилу: Зниження рівня пилу в зоні роботи.
Ізоляція: Обмеження простору, де проводяться роботи, оскільки вони часто здійснюються в обмежених зонах.
Видалення азбесту.
Контроль: Кілька етапів перевірки для забезпечення безпеки.
Утилізація відходів...

## Довкілля

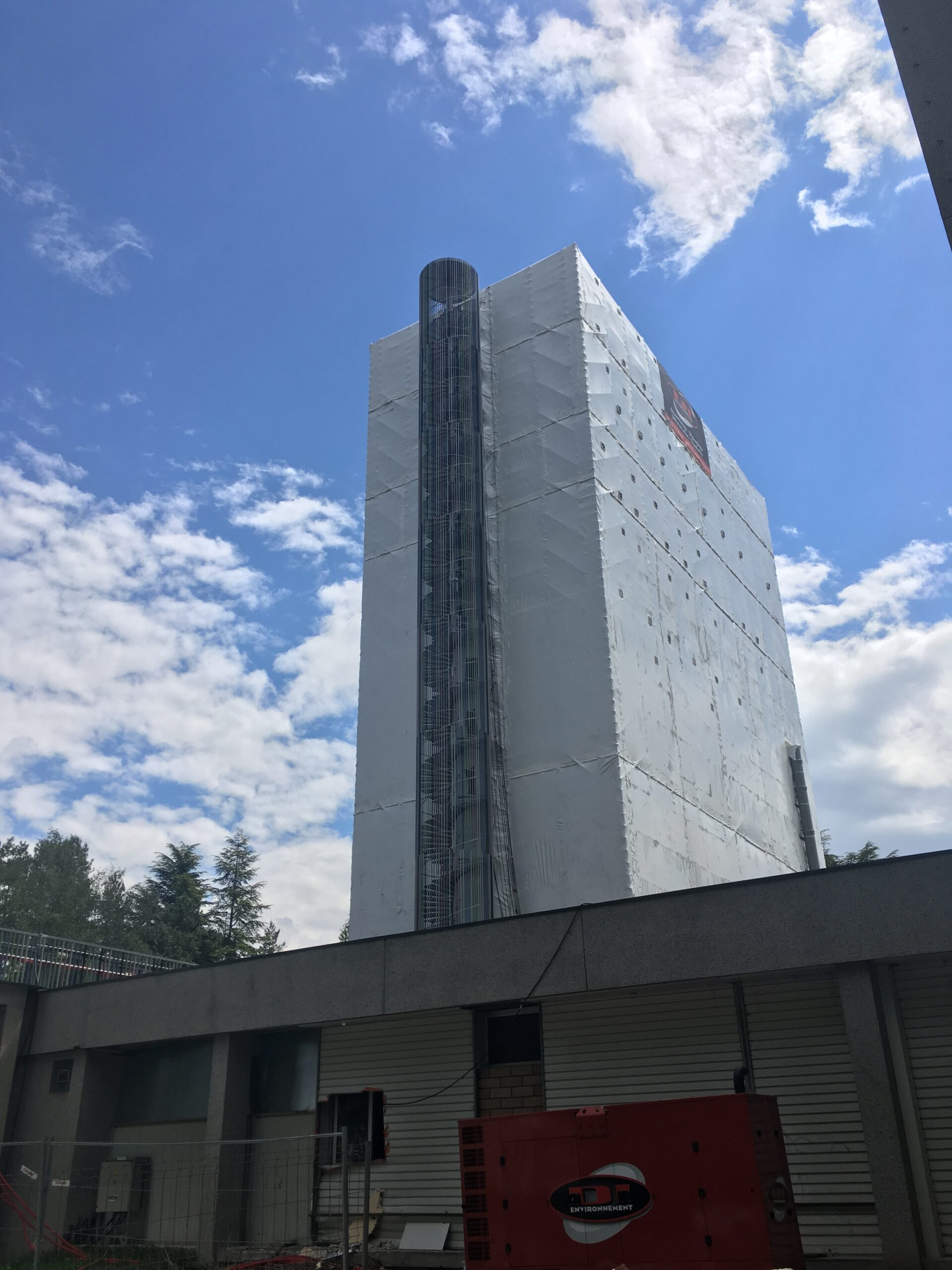
Ділянка з видалення азбесту

### Захист зацікавлених сторін
Компанії зобов'язані забезпечити індивідуальний та колективний захист працівників. Перед початком роботи на об'єкті всі працівники повинні носити обов'язкове індивідуальне захисне обладнання (EPI), до якого належать:
Комбінезон
Захисні окуляри
Маска
Рукавички
Роботи з видалення азбесту часто проводяться в обмежених просторах.

### Утилізація азбестових відходів
Азбестові відходи потрібно збирати в спеціальні контейнери та утилізувати згідно з правилами. Перед початком робіт компанія повинна отримати «квиток на утилізацію» (exutoire), що підтверджує попередню згоду сортувального центру на приймання відходів. Відходи поміщають у герметичні та запаяні мішки, а потім у спеціальний контейнер, який буде закопано.
Існує також інший метод утилізації, який називається інертизацією:
Це енергоємний процес, що передбачає вітрифікацію (оскловування) азбестових відходів.
Відходи нагрівають до температури від 1400 до 1600 °C.
Цей метод вимагає транспортування азбесту на великі відстані.

## Дивися також

### Пов'язані статті
Прибирання (будівництво)
Азбест
Азбестова справа у Франції

### Відеографія
- Documentaire : L’amiante ; l’histoire sans fin (fr-FR) . 20 septembre 2022. Процитовано 19 жовтня 2022. {{cite web}}: Текст «ARTE» проігноровано (довідка)